# Ilario
Ilario  è un nome proprio di persona italiano maschile.

## Varianti
- Maschili: Ilaro[2], Illario, Ilariano, Ilarione[3]
  - Alterati: Ilarino[4]
- Femminili: Ilaria

### Varianti in altre lingue
- Bulgaro: Иларион (Ilarion)[5]
- Estone: Hillar[1]
- Finlandese: Ilari[1]
  - Ipocoristici: Lari[1]
- Francese: Hilaire[1]
- Gallese: Ilar[1]
- Greco antico: ‘Ιλαριων (Hilarion)[5]
- Inglese: Hilary[6]
- Latino: Hilarius[1]
- Macedone: Иларион (Ilarion)[5]
- Portoghese: Hilário
- Russo: Иларий (Ilarij)[1], Илларион (Illarion)[5]
- Spagnolo: Hilario

## Origine e diffusione
Deriva dal nome latino Hilarius, basato su hilaris che significa "ìlare", "allegro"; potrebbe anche essere basato sul greco antico ‘Ιλαρος (Hilaros), che ha lo stesso significato - ed è peraltro la radice comune a cui risale lo stesso termine latino. Ha quindi lo stesso significato dei nomi Allegra, Gaudenzio e Blythe.
La variante inglese Hilary, inizialmente maschile, è divenuta molto più comune al femminile nel XX secolo.

## Onomastico
L'onomastico è festeggiato il 13 gennaio in memoria di sant'Ilario, vescovo di Poitiers. Fra gli altri santi che portano questo nome si ricordano:
- 26 febbraio, sant'Ilario di Magonza, vescovo[10]
- 28 febbraio (29 negli anni bisestili), sant'Ilario, papa[11]
- 12 marzo, sant'Ilario, martire con altri compagni a Nicomedia[10]
- 16 marzo, sant'Ilario, martire con san Taziano ad Aquileia[10]
- 28 marzo, sant'Ilarione di Pelecete, abate[10]
- 5 maggio, sant'Ilario di Arles, vescovo[10]
- 15 maggio, sant'Ellero di Galatea, o Ilario, monaco.
- 20 maggio, sant'Ilario di Tolosa, vescovo[10]
- 3 giugno, sant'Ilario di Carcassonne, vescovo[10]
- 12 luglio, sant'Ilarione, martire con san Proclo ad Ancira[7][10]
- 27 settembre, sant'Ilario, martire a Bremur con san Florenziano[10]
- 21 ottobre, sant'Ilarione di Gaza, abate di Cipro e discepolo di sant'Antonio[7][10]
- 21 ottobre, sant'Ilarione di Moglena, vescovo[10]
- 21 ottobre, sant'Ilarione di Kiev, metropolita di Kiev[10]
- 25 ottobre, sant'Ilario di Javols, vescovo[10]
- 21 novembre, sant'Ilario di Matera, monaco benedettino
- 15 dicembre, sant'Ilarione, arcivescovo di Vereiya[10]

## Persone
- Ilario, papa e santo

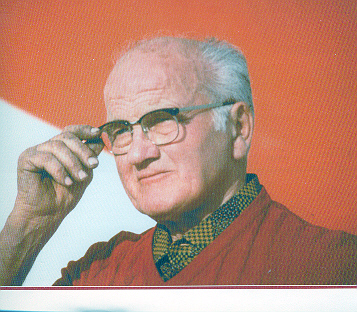
Ilario Bandini

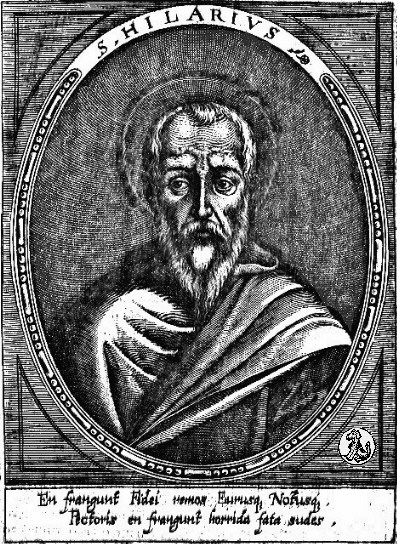
Ilario di Poitiers

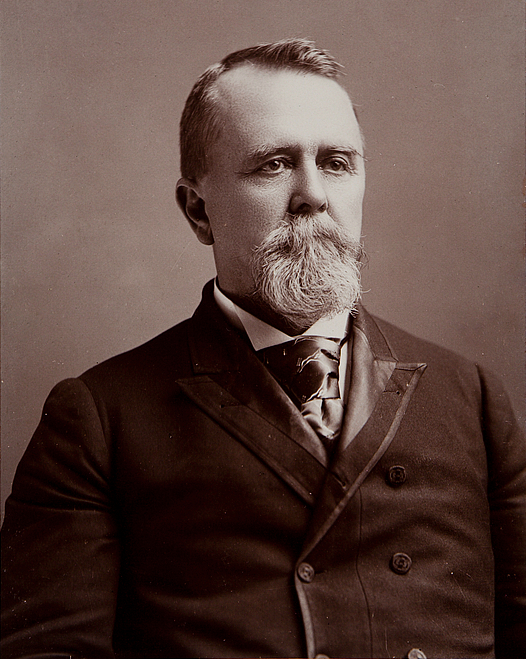
Hilary Abner Herbert

- Ilario, politico romano del V secolo
- Ilario Alibrandi, giurista italiano
- Ilario Altobelli, astronomo italiano
- Ilario Bandini, pilota automobilistico, imprenditore e costruttore automobilistico italiano
- Ilario Canacci, partigiano italiano
- Ilario Carposio, fotografo italiano
- Ilario Casolani, pittore italiano
- Ilario Castagner, calciatore e allenatore di calcio italiano
- Ilario Ciaurro, pittore, scultore, incisore e ceramista italiano
- Ilario di Aquileia, vescovo e santo
- Ilario di Arles, monaco, vescovo e santo francese
- Ilario Di Buò, arciere italiano
- Ilario di Javols, vescovo e santo francese
- Ilario di Matera, monaco e santo italiano
- Ilario di Poitiers, vescovo, teologo e santo francese
- Ilario Fiore, giornalista e scrittore italiano
- Ilario Floresta, politico italiano
- Ilario Fosco, personalità romana
- Ilario Pegorari, sciatore alpino e allenatore di sci alpino italiano
- Ilario Roatta, vescovo cattolico italiano
- Ilario Rossi, pittore e incisore italiano
- Ilario Spolverini, pittore italiano
- Ilario Tabarri, partigiano e antifascista italiano
- Ilario Tranquillo,  teologo e scrittore italiano
- Ilario Zannino, criminale statunitense

### Variante Hilary
- Hilary Abner Herbert, politico statunitense
- Hilary Caldwell, nuotatrice canadese
- Hilary Duff, attrice, cantante, scrittrice e stilista statunitense
- Hilary Evans, giornalista e saggista britannico
- Hilary Gong, calciatore nigeriano, di ruolo attaccante
- Hilary Hahn, violinista statunitense
- Hilary Knight, hockeista su ghiaccio statunitense
- Hilary Koprowski, scienziato polacco
- Hilary Liftin, scrittrice statunitense
- Hilary Lindh, ex sciatrice alpina statunitense
- Hilary Mantel, scrittrice e critica letteraria britannica
- Hilary Masters, scrittore statunitense
- Hilary Putnam, filosofo e matematico statunitense
- Hilary Rhoda, modella statunitense
- Hilary Swank, attrice e produttrice cinematografica statunitense

### Variante Hilaire

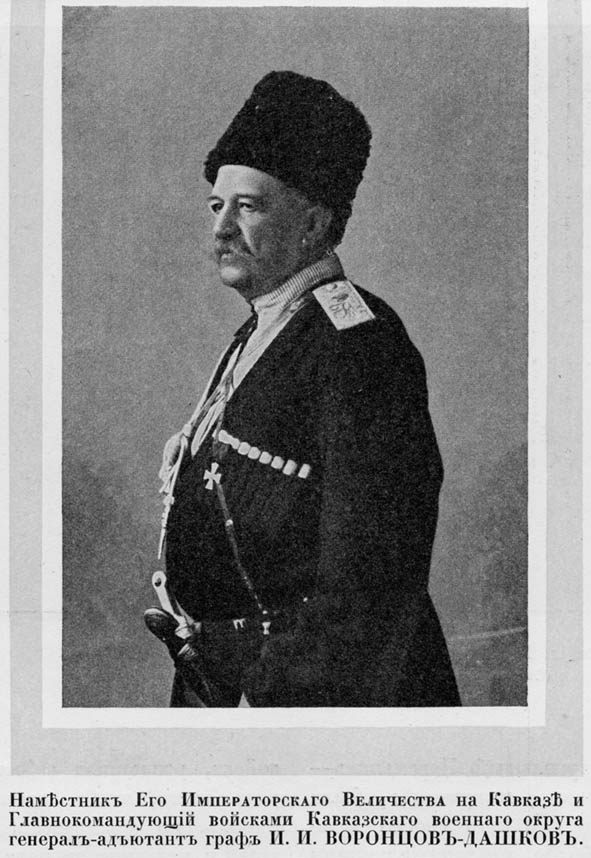
Illarion Ivanovič Voroncov-Daškov

- Hilaire Belloc, scrittore britannico
- Hilaire Couvreur, ciclista su strada belga
- Hilaire de Chardonnet, ingegnere e inventore francese
- Hilaire Momi, calciatore centrafricano, di ruolo attaccante

### Altre varianti
- Ilari Äijälä, calciatore finlandese
- Ilarion Alfeev, vescovo ortodosso, teologo e compositore russo
- Hilario Ascásubi, poeta argentino
- Hilarion Capucci, arcivescovo cattolico e attivista siriano
- Hilário da Conceição, calciatore portoghese
- Hilarion Daza Groselle, politico boliviano
- Ilarione di Gaza, monaco e santo
- Ilarione di Kiev, religioso, scrittore e santo russo
- Hilario López, calciatore messicano
- Hilário Paulino Neves Freitas Leal, calciatore portoghese
- Hilarión Osorio, calciatore paraguaiano
- Illarion Michajlovič Prjanišnikov, pittore russo
- Illarion Ivanovič Voroncov-Daškov, politico e militare russo